# Rothard van de Argengau
Rothard van de Argengau (ca. 725 - na 771) was een Frankische edelman die geldt als de grondlegger van het geslacht van de Welfen. Hij was zoon van Hardrad.
Rothard was een grootgrondbezitter in de Elzas en in de dalen van de Maas en de Moezel. Van 752 tot 762 wordt hij genoemd in meerdere aktes over schenkingen aan de Kathedraal van Saint-Denis en de Abdij van Prüm. In 769 wordt hij benoemd tot graaf van de Argengau. Rothard was hiermee een van de belangrijkste figuren in de politiek van koning Pepijn om het Frankische gezag over de Alemannen te verzekeren door Frankische edelen op sleutelposities in Alemannië te benoemen. De Argengau zou later de kern vormen van het bezit van de Welfen in Duitsland. In 771 wordt hij voor het laatst vermeld bij een schenking aan de Abdij van Gorze in het Moezeldal.
Rothard was tweemaal getrouwd. De eerste maal met Haildis, de tweede maal met Ermenane met wie hij de zoon Welf kreeg. Welf werd in 819 graaf van de Argengau, hij was toen al een oude man. Welf was vader van Koenraad I van Auxerre, Judith en Imma en daardoor schoonvader van zowel Lodewijk de Vrome als van Lodewijk de Duitser.